# نورمن پریتچارد
نورمن پریتچارد (انگلیسی: Norman Pritchard; ۲۳ ژوئن ۱۸۷۷ – ۳۱ اکتبر ۱۹۲۹)، بازیگر و دوندۀ سرعت اهل راج بریتانیا(هند)  بود.
از فیلم‌ها یا برنامه‌های تلویزیونی که وی در آن نقش داشته‌است می‌توان به سورل و پسر و بو ژست اشاره کرد.
از افتخارات پریتچارد میتوان به کسب مدال نقره دو ۲۰۰ متر و دو ۲۰۰ متر با مانع در بازی‌های المپیک تابستانی ۱۹۰۰ اشاره کرد.